# شعبان بابااولادی
شعبان بابااولادی (زاده فروردین ۱۳۱۰ – درگذشته ۲۲ فروردین ۱۳۹۰؛ قزوین) قهرمان سابق کشتی ارتش های جهان، آسیا و ایران و پیشکسوت ورزش شهر قزوین بود. وی ورزش کشتی را از سن ۸ سالگی و با حضور در زورخانه آغاز نموده بود. وی از معدود کشتی گیران ایران بود که در سه رشتهٔ فرنگی، آزاد و پهلوانی فعالیت می‌کرد و در هر سه رشته موفق به کسب عنوان طلای کشور شده بود.در سال ۱۳۸۹ جامی به نام او و مهدی یعقوبی قهرمان همدوره‌اش در قزوین برگزار شد.

## افتخارات
حاصل کار شعبان بابااولادی در کشتی آزاد قهرمانی کشور، کسب ۲ مدال طلا، ۱ نقره و ۲ برنز می باشد.
حاصل کار شعبان بابااولادی در کشتی فرنگی قهرمانی کشور، کسب ۱ مدال طلا و ۱ مدال نقره می باشد.

## جوایز
- کسب عنوان قهرمانی در مسابقات کشتی راه آهن‌های جهان ۱۹۶۱ ترکیه
- عنوان چهارم رقابت‌های جام جهانی صوفیه بلغارستان ۱۹۵۸
- چندین سال قهرمانی بلا منازع کشتی ایران
- نماینده ۵۷ کیلوگرم ایران در مسابقات کشتی قهرمانی جهان سال ۱۹۵۹ تهران

## درگذشت
شعبان بابااولادی در تاریخ دوشنبه ۲۲ فروردین ۱۳۹۰ بر اثر کهولت سن و بیماری در سن ۸۰ سالگی در بیمارستان رازی قزوین درگذشت.